# Zone de protection paysagère du massif de Gödöllő
La Zone de protection paysagère du massif de Gödöllő (hongrois : Gödöllői dombvidék Tájvédelmi Körzet, prononcé [ˈgødølløːi dombvideːk ˈtaːjveːdɛlmi ˈkøɾzɛt]) est une aire protégée située dans le comitat de Pest, à proximité de Gödöllő, et dont le périmètre est géré par le Parc national Duna-Ipoly.